# Nisha Mohota
Nisha Mohota est une joueuse d'échecs indienne née le 13 octobre 1980 à Hinganghat. Maître international (titre mixte) depuis 2011, elle a remporté le championnat individuel féminin en 2005 et  la médaille de bronze au championnat d'Asie d'échecs féminin en 2001.
Au 1er février 2021, elle est la 29e joueuse indienne avec un classement Elo de 2 195 points.

## Compétitions par équipe
Eesha Karavade a représenté l'Inde lors de trois olympiades féminines (en 2004, 2008 et 2010) ainsi que de deux championnats du monde féminins (en 2001 et 2008). En 2001, elle battit  la Russe Tatiana Stepovaïa au deuxième  tour du championnat du monde féminin. En 2013, elle jouait au deuxième échiquier de l'Inde et l'équipe indienne finit cinquième du championnat du monde féminin par équipe.